# 静かなドン

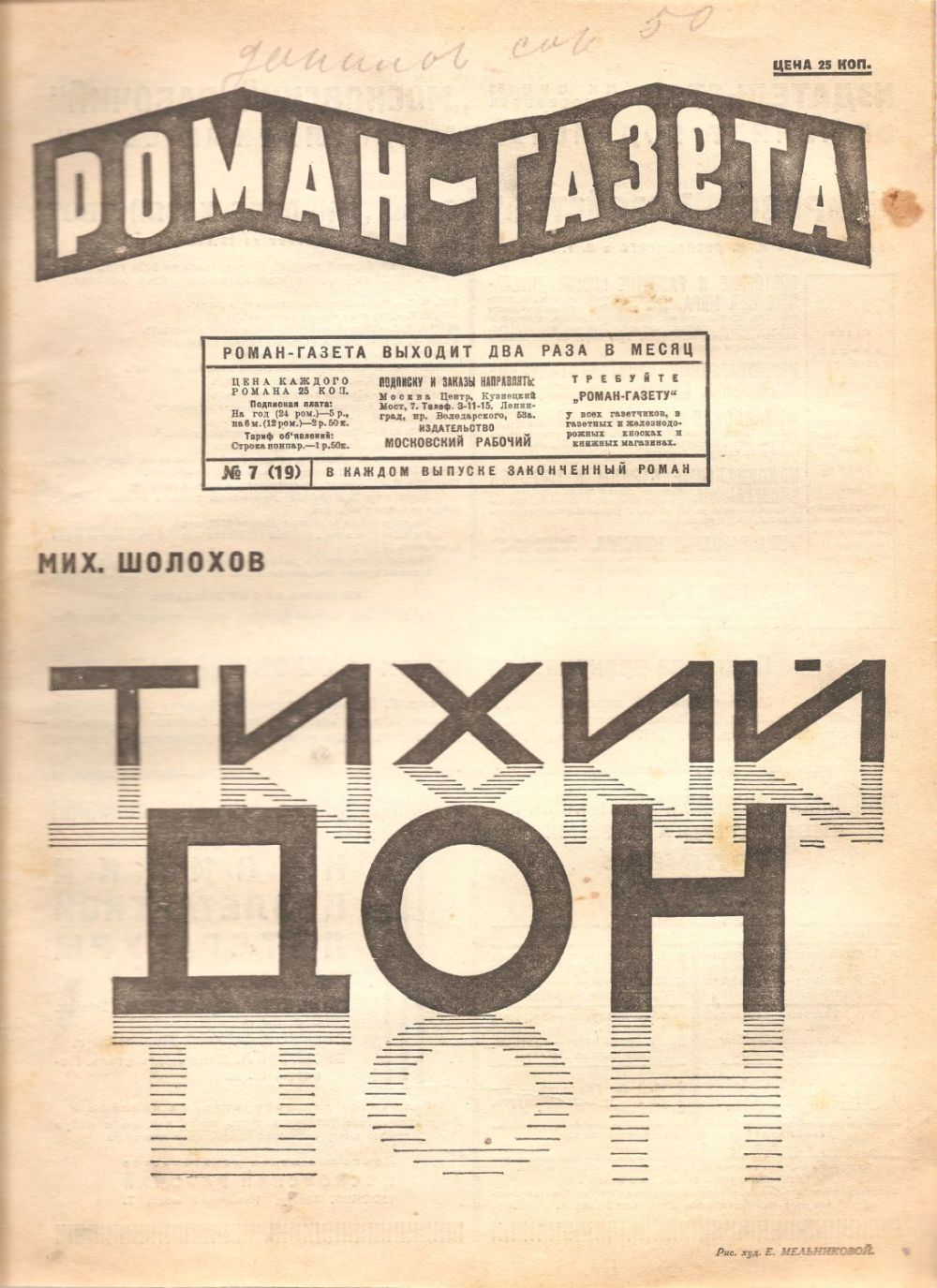

『静かなドン』（しずかなドン、ロシア語: Тихий Дон）は、ソ連の小説家、ミハイル・ショーロホフの大河小説。1926年から1940年の15年間にわたって発表された。第一次世界大戦・ロシア革命に翻弄された黒海沿岸のドン地方に生きるコサック達の、力強くも物悲しい生きかたを描いている。1965年のショーロホフのノーベル文学賞受賞ではこの作品の評価が大きく影響している。
スターリンの愛読書だったといわれる。題名は翻訳版によっては『静かなるドン』ともいう。

## 内容
中農コサックであるメレホフ家を中心に物語は展開する。物語の多くの部分はメレホフ家の次男のグリゴーリー・メレホフを中心に描かれるが、その他の家族のものが一時的に中心になる場合もあれば、愛人のアクシーニヤ、主人公とは立場を異にするボリシェビキのブンチュークや貴族のリストニーツキーが中心となる場合もある。
メレホフ家はドン地方のビョーシェンスカヤ近在のタタールスキー部落に住んでいる。次男のグリゴーリーは平和な部落の生活には飽き足らずに隣家の主婦アクシーニヤと出奔し、貴族の館で下男として働く。第一次世界大戦がはじまると前線に送られ、人と人が殺しあう様に衝撃を受けると同時に、戦友から新しい社会主義的な思想を吹きこまれる。
現在の政治的な体制に不信を感じたグリゴーリーは一時は赤軍に身を投じて士官にまで出世する。ところが休暇を取って故郷に戻っているうちに情勢は急変し、ドン地方の赤軍はコサックの反革命部隊に大打撃を受け、幹部を含めて多数が捕虜となり、大きな公開処刑が行われる。グリゴーリー自身も赤軍に身をおいていれば処刑されたであろうが、帰宅中だったために部落のコサックとともに反革命の立場でこの公開処刑に立ち会うことになる。
この後、グリゴーリーは部落の大部分のコサックの世論に従う形で反革命の立場で将校として赤軍と戦うことになる。一時は赤軍に対して優位に立ったものの、次第に勢力を強めていく赤軍の前に劣勢が明らかになって行く。末期には南部に展開していた旧権力者階級の率いる白衛軍と合流するが、旧権力者階級は革命が進行したこの時点に至ってもコサックたちを対等な話し相手としてみなしていないことがわかり、グリゴーリーおよびコサックたちはその態度に非常な幻滅を感じる。
やがて、戦局が不利になると白衛軍の幹部たちは黒海から外国に退去してしまう。グリゴーリーは船に乗る一歩手前で考えを変えて踏みとどまり再び赤軍に身を投じる。最後には赤軍からも信用されなくなったグリゴーリーは見つかれば逮捕されてしまうことを覚悟で故郷の家へ辿り着く。
以上のグリゴーリーを中心とした物語の本筋の他に、ブンチュークを中心とした中編と呼べる規模の物語や、リストニーツキーやミシカ・コシェヴォイの話も複雑に絡まりあう。これらの話はお互いに独立しているのではなく関係しあいながら進行する。ただし、主人公のグリゴーリーと準主人公のブンチュークが直接対面するシーンは1度しかない。

## 特徴
本作の特徴はリアルに描写されたコサックたちの性格や生活の様子、および個性豊かな登場人物たち、女性たち、また政治的な中立にある。
タイトルにあるようにドン地方の自然や風俗は物語のいたるところで描写されている。また全編を通してドン川にしばしば言及がおよび、時には敵味方がドン川を隔てて対峙するシーンなどがありドン川の存在感が強い。
登場人物ではたとえば、主人公グリゴーリー・メレホフの父親は一家の生活を切り盛りするたくましい人物であるが必ずしも善人ではなく、戦争が始まると占領下の町で略奪に参加したりもする。ただし、この父親はどこか憎めない性格として描かれている。他にもグリゴーリーの元友人で、後に赤軍に参加し主人公と決定的に対立するミシカ・コシェヴォイや、グリゴーリーの愛人であり一時は駆け落ちまでするアクシーニヤ、アクシーニヤの夫でメレホフ家と反目するステパンなど多彩である。
政治的中立については、社会主義国であるソ連の作家であるショーロホフが社会主義革命の初期の時代を描いているにもかかわらず、中立の姿勢が貫かれていることは特筆すべきである。作中では資本主義陣営・社会主義陣営など様々な政治的立場の人物が登場はするが、どの政治的姿勢をとるべきであるとかいうことには一切触れられていない。このことは発表当初のソ連国内でも指摘されたという。ただし、主人公のグリゴーリー・メレホフや準主人公のブンチュークなどが政治的な思索をする場面はある。それでも、それらの考えは正しいという前提でもなければ、物語が進行していくにつれ容易に覆されるものもある。
なお、タイトルにある「静かな」というのはドンの美称のようで、作品中でも「ドン」というべき場合に「静かなドン」という場面が何箇所かある。「静かなドン」と並んで隣接する地方も「美しきクバン」、「波高きテレク」などと呼ばれるシーンがある。

## 構成
ここではショーロホフによって発表された各巻について簡単に説明する。
- 第1巻 - 1926年発表。第一次世界大戦直前の平和な時代が描かれている。
- 第2巻 - 1929年発表。大戦の中でのコサックたちのさまざま体験や思想が描かれている。
- 第3巻 - 1933年発表。国内戦の時代のコサックを二分するドン地方の大きな災厄の時代が描かれている。
- 第4巻 - 1940年発表。国内戦の末期とコサックたちの変化が描かれている。

現在日本で入手できる『静かなドン』の巻編成は必ずしもここで記述するような4分冊にはなっていない。

## 映像化
映画
- 静かなるドン（黎明編・憂愁編）（1957-1958年、ソ連）

監督：セルゲイ・ゲラーシモフ、出演：ピョートル・グレーボフ、ジナイダ・キリエンコ、エリナ・ビストリツカヤなど
テレビドラマ
- 静かなドン（2015年、ロシア）

監督：セルゲイ・ウルスリャック、出演：エフゲニー・トカチューク、ポリーナ・.チェルニショワ、セルゲイ・.マコヴェツキーなど

## 主な日本語訳
- 『世界文學全集 23・24 ショーロホフ』-『静かなドン』（Iは1巻と2巻、IIは3巻と4巻）河出書房、1956年 - 各横田瑞穂訳
  - 新版『世界文学全集 36・37 ショーロホフ』 河出書房新社、1966年。別版「グリーン版 世界文学全集」第1期・全3巻
- 『静かなドン』横田瑞穂訳、岩波文庫 全8巻、復刊2001年ほか
- 『世界文学全集　静かなドン』全3巻、原久一郎・原卓也訳、新潮社、1963年